# Ekmeleddin İhsanoğlu
Ekmeleddin İhsanoğlu (1943) es un historiador de la ciencia turco y desde 2004 a 2013 el Secretario General de la Organización para la Cooperación Islámica (OCI).
Nació en El Cairo, Egipto, donde más tarde estudió Ciencias en la Universidad Ain Shams, obteniendo la licenciatura en 1966. Máster en 1970 en la misma universidad y doctorado en la Facultad de Ciencias en la Universidad de Ankara en 1974.
Fue fundador y presidente del Departamento de Historia de la Ciencia en la Facultad de Letras de la Universidad de Estambul de 1984 a 2000. Su especial interés se centra en la cultura del mundo islámico. Fue conferencista y profesor visitante en diversas universidades como la Universidad de Exeter, Reino Unido (1975-1977), la Facultad de Ciencias de la Universidad de Ankara (1970-1980), la Universidad de Inönü (1978-1980) y la Universidad de Múnich, Alemania (2003). 
Es miembro de la International Society for Science and Religion.
Es uno de los firmantes de la carta abierta dirigida al Papa, Benedicto XVI, firmada por eruditos islámicos a líderes cristianos, pidiendo la paz y el entendimiento con ocasión de las controvertidas palabras del pontífice en la Universidad de Ratisbona en septiembre de 2006.

## Doctorados honorarios
- 1994 Universidad Mimar Sinan, Estambul.
- 1996 Dowling College, Long Island, Estados Unidos.
- 2000 Academia de Ciencias de Azerbaiyán
- 2001 Universidad de Sofía, Bulgaria
- 2001 Universidad de Sarajevo, Bosnia y Herzegovina
- 2004 Academia de Ciencias de Tartaristán.
- 2006 Universidad de Padua, Italia
- 2007 Universidad de Exeter, Reino Unido.